# 18 -eighteen-
18 -eighteen- è il primo album discografico ufficiale della cantante giapponese Nana Kitade, pubblicato il 24 agosto 2005. Contiene il singolo Kesenai Tsumi, utilizzato come sigla di chiusura della serie anime Fullmetal Alchemist. Raggiunse la posizione numero 15 dell'Oricon e rimase in classifica per cinque settimane.

## Versioni
L'album uscì in Giappone il 24 agosto 2005 e negli Stati Uniti d'America l'11 luglio 2006. L'album uscito negli Stati Uniti contiene la versione in lingua inglese del singolo Kiss or Kiss.

## Tracce
L'album contiene le seguenti tracce:
1. Kiss or Kiss – 4:00
2. 消せない罪 (Kesenai Tsumi) – 4:16
3. 螺旋 (Rasen) (Spiral) – 4:12
4. pureness/nanairo – 3:51
5. Hold Heart – 4:02
6. Alice – 4:47
7. 悲しみのキズ (Kanashimi no Kizu) (Scars of Sadness) – 4:26
8. 撃たれる雨 (Utareru ame) (Break out) – 4:03
9. Fake – 4:30
10. 瞬間 (Shunkan) (Instant) – 4:56
11. Eighteen sky – 4:19